# Allocosa danneili
Allocosa danneili là một loài nhện trong họ wolfspinnen (Lycosidae).
Loài này thuộc chi Allocosa. Allocosa danneili được Maria Dahl miêu tả năm 1908.